# Измерительный генератор

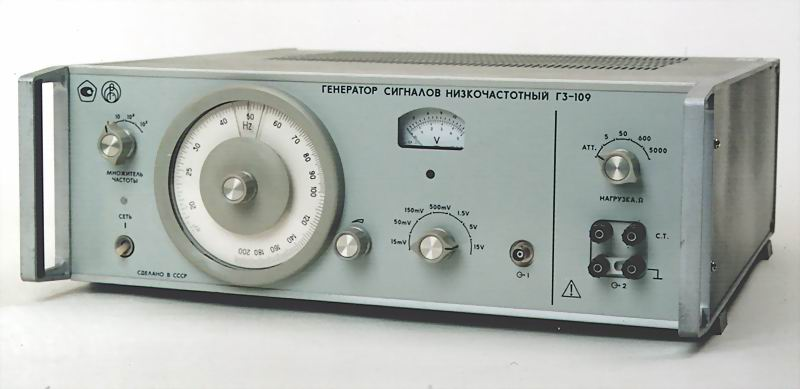
Генератор сигналов низкочастотный Г3-109

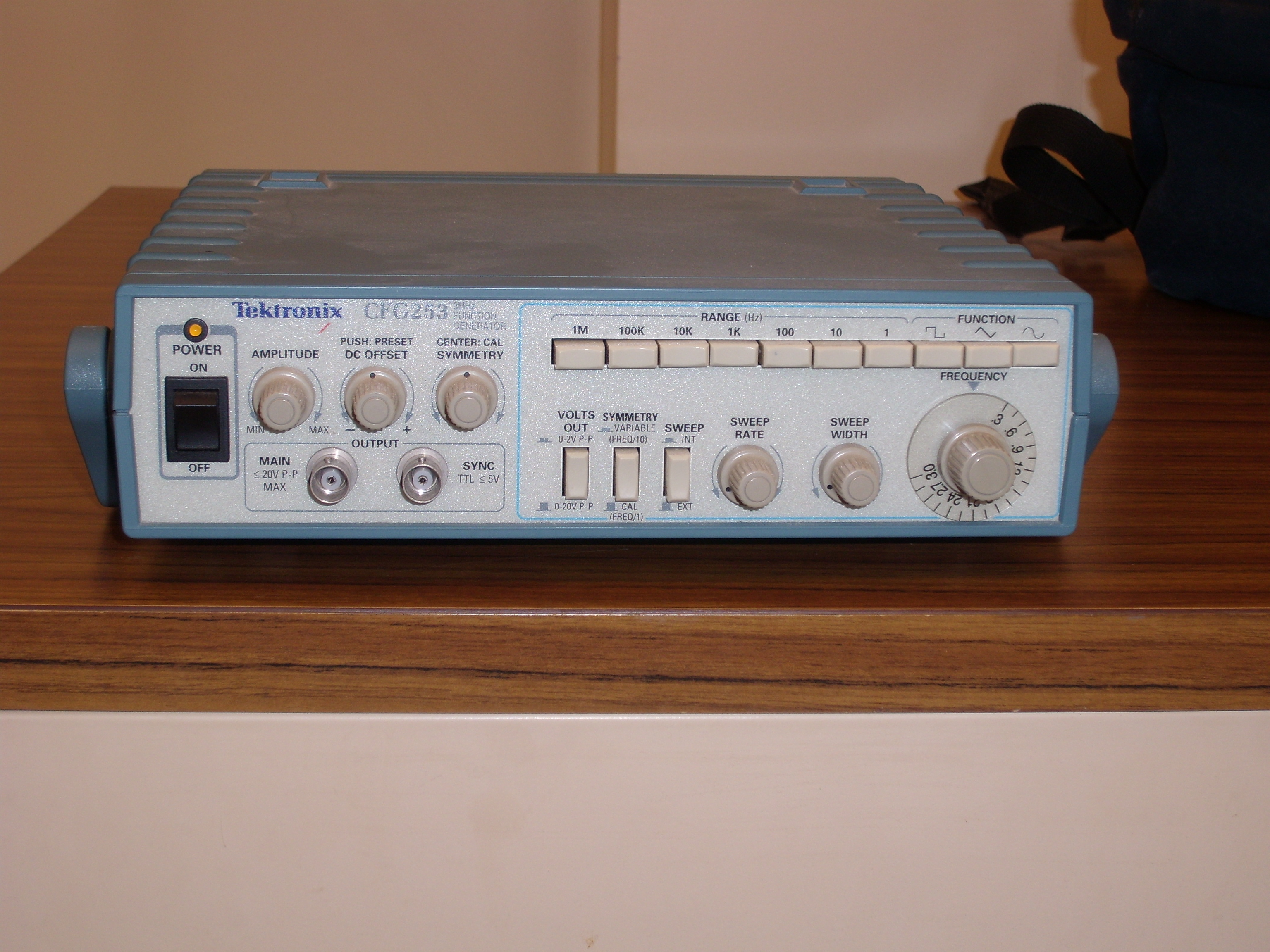
Функциональный генератор. В правом верхнем углу панели видны кнопки переключения формы выходного сигнала.

Измери́тельный генера́тор, (генератор сигна́лов, сигнал-генератор, генератор стандартных сигналов) от лат. generator — производитель, — электронное устройство, мера для воспроизведения электрического или электромагнитного сигнала (синусоидального, импульсного, шумового или специальной формы).
Генераторы применяются для проверки и настройки радиоэлектронных устройств, каналов связи, при поверке и калибровке средств измерений и в других целях.

## Устройство и принцип действия. Общие сведения
Генератор является радиоэлектронным устройством, в зависимости от вида сигнала содержащее разные функциональные узлы. Общими узлами, для разных видов генераторов, являются: источник исходного сигнала (например, перестраиваемый автогенератор или стабилизированный кварцевый синтезатор частоты, генератор шума), усилители, выходные формирователи сигнала, выходной аттенюатор, устройства и цепи управления, устройства стабилизации выходного уровня сигнала и блок питания. Дополнительно, в составе генератора могут быть различные модуляторы, формирователи временных интервалов, устройства внешнего запуска и другие устройства.
В некоторых генераторах специальной формы сигнала форма выходного сигнала синтезируется цифровым методом, с помощью ЦАП.
Существуют также генераторы сигнала в оптическом диапазоне длин волн, их работа основана на принципах квантовой электроники.

## Классификация
По ГОСТ 15094 генераторы подразделяются на 6 видов: низкочастотные, высокочастотные, импульсные, сигналов специальной формы, шумовых сигналов и качающейся частоты. Однако, следует учитывать, что классификационные границы условны, некоторые генераторы занимают промежуточное положение между низко- и высокочастотными, некоторые бывают комбинированными по виду сигнала.
Для оптических генераторов существует аналогичная классификация. Кроме генераторов стандартизованных видов бывают генераторы отраслевого назначения (в составе контрольно-измерительной аппаратуры).
- Г2 — генераторы шума, генерируют белый или розовый шум.
  - ПРИМЕРЫ: Г2-37, Г2-47, Г2-59.
- Г3 — генераторы низкой частоты, обычно от 20 Гц до 200 кГц, реже до 2 или 10 МГц, модуляция сигнала в генераторах производства до 80-х гг, как правило, не предусмотрена.
  - ПРИМЕРЫ: Г3-102, Г3-109, Г3-118, Г3-119, Г3-122.
- Г4 — генераторы высокой частоты, предназначены для работы в радиочастотном диапазоне с различными видами модуляции.
  - ПРИМЕРЫ: Г4-83, Г4-129, Г4-153, Г4-154, РГ4-14, РГ4-17-01А, Г4-219, Г4-220.
- Г5 — генераторы импульсов, воспроизводят последовательности прямоугольных импульсов, некоторые генераторы способны генерировать заданные оператором кодовые импульсные последовательности.
  - ПРИМЕРЫ: Г5-54, Г5-60, Г5-80, Г5-89, Г5-100, Г5-103, Г5-109.
- Г6 — генераторы сигналов специальной формы, воспроизводят последовательности импульсов разной формы: треугольной, пилообразной, трапецеидальной и др. Такие генераторы часто называют функциональными генераторами.
  - ПРИМЕРЫ: Г6-17, Г6-22, Г6-39.
- Г7 — синтезаторы частот, используют различные методы синтеза частоты из сигнала с высокой стабильностью частоты, могут иметь в своем составе модуляторы.
  - ПРИМЕРЫ: Г7-14, Г7-15, Г7М-20, Г7М-40.
- Г8 — генераторы качающейся частоты.
  - ПРИМЕРЫ: -
- ОГ — генераторы излучения в оптическом диапазоне.
  - ПРИМЕРЫ: ОГ-2-1, ОГ4-163, ОГ5-87

- Генераторы отраслевого назначения — обычно это специализированные устройства, предназначенные для настройки определённого оборудования с целью повышения производительности труда при настройке, воспроизводят специальные сигналы, например, сложной формы или со сложными комбинированными методами модуляции, манипуляции, с задаваемыми циклограммами перестройки параметров сигнала. Наравне с калибраторами предназначены для проверки и настройки определённых видов радиоаппаратуры.
  - ПРИМЕРЫ: И-331 (в авионике), ГКС-69 (в авионике), ГТИС-01 (телевизионный)

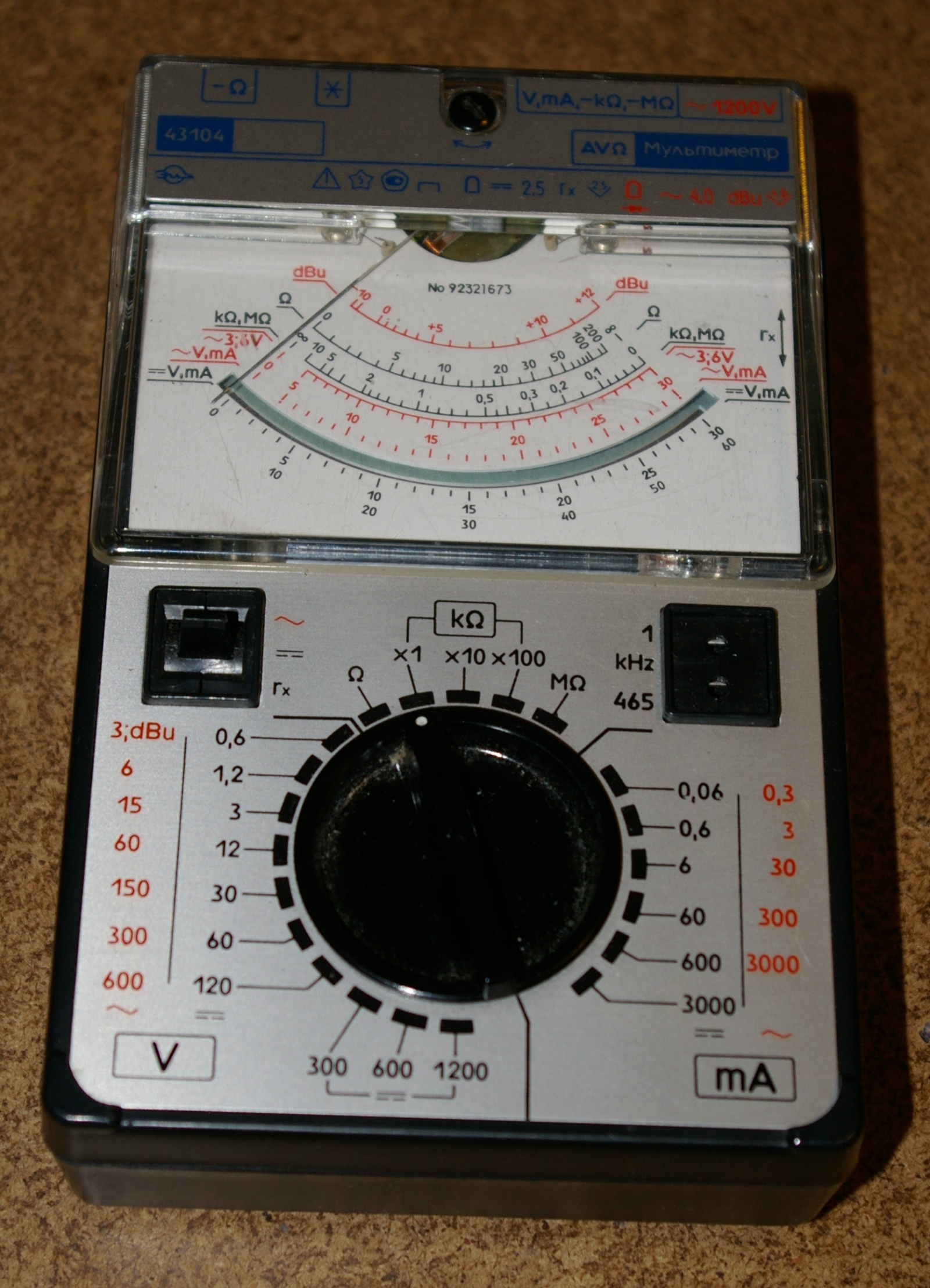
Мультиметр со встроенными генераторами-пробниками частот 1 и 465 кГц

- Генераторы-пробники — простые компактные устройства для оперативной проверки функционирования электронных систем. Обычно генерируют одну или несколько фиксированных частот или импульсов без строгого нормирования параметров сигнала. Такие генераторы часто встраивают в мультиметры.

## Основные нормируемые характеристики
- Диапазон генерируемых частот.
- Точность установки частоты и её стабильность.
- Диапазон установки выходных уровней (напряжения или мощности).
- Точность установки выходного уровня, погрешность аттенюатора.
- В зависимости от вида генератора могут быть дополнительные параметры — характеристики модуляции, временные характеристики импульсов.